# Рибник (село)
Вижте пояснителната страница за други значения на Рибник.
Рѝбник е село в Югозападна България. То се намира в община Петрич, област Благоевград.

## География
Селото се намира в Петричко-Санданската котловина в югоизточното подножие на Огражден планина на левия бряг на река Рибник. Източно от землището му тече река Струма. Отстои на около 12 километра северно от общинския център Петрич. Климатът е преходносредиземноморски с летен минимум и зимен максимум на валежите. Средната годишна валежна сума е около 600 мм. Почвите са предимно хумосно-карбонатни и леко песъчливо-глинести.

## История
До 1932 г. Рибник е населена местност на село Старчево. До 1959 г. е самостоятелна махала, а до 1963 г. е слято със Старчево. След тази година е отделно село.
В землището на селото са регистрирани археологически обекти от античността и средновековието. Рибник е заселено през есента на 1923 година от българи-бежанци от село Хаджи бейлик, Демирхисарско (днес в Гърция). Първоначално строят колиби, а по-късно къщи - тип „шаронки“. Основен поминък на населението е земеделието.

## Население

### Етнически състав
Преброяване на населението през 2011 г.
Численост и дял на етническите групи според преброяването на населението през 2011 г.:
|                     | Численост |
| Общо                | 174       |
| Българи             | 170       |
| Турци               | -         |
| Цигани              | -         |
| Други               | -         |
| Не се самоопределят | -         |
| Неотговорили        | 4         |